# Et mon cœur transparent (film)
Pour plus de détails, voir Fiche technique et Distribution.
Et mon cœur transparent est un film français réalisé par David et Raphaël Vital-Durand. Il est adapté du roman éponyme de Véronique Ovaldé ayant reçu le Prix France Culture-Télérama.
Il sort en salles le 16 mai 2018.

## Fiche technique
- Titre : Et mon cœur transparent
- Titre international : And My See-Through Heart
- Réalisation : David et Raphaël Vital-Durand
- Scénario : Stéphane Miquel, David et Raphaël Vital-Durand
- Image : Jérôme Robert
- Son : Franck Flies, Andréa Lecœur et Frédéric Hamelin
- Décors : Benjamin Roth
- Montage : Richard Marizy
- Musique : Erwan Coïc
- Production : Injam Production, Les Productions du Renard, Convergence Films, Transparent Films, Digital District
- Distribution : Destiny Films
- Pays d'origine :  France
- Durée : 88 minutes
- Dates de sortie :
  - 31 août 2017 : première mondiale au Festival des films du monde de Montréal
  - 14 mars 2018 : sortie nationale

## Distribution
- Julien Boisselier : Lancelot Rubinstein
- Caterina Murino : Irina Rubinstein
- Sara Giraudeau : Marie Marie
- Serge Riaboukine : Paco
- Michel Bompoil : Kurt Bayer
- Magaly Berdy : Inspecteur Schneider
- Kelly Da Costa : Tralala
- Michel Ferracci : L'inspecteur
- Julie Marboeuf : Elisabeth
- Jean-Baptiste Filippi : Le médecin

## Distinctions

### Sélection
- 2017 : Festival des films du monde de Montréal (Compétition mondiale des premières œuvres)  (première mondiale)
- 2017 : Festival international du film du Caire (sélection) [1]